# Cadillac Arena
Cadillac Arena (chineză: 凯迪拉克 中心), inițial Beijing Wukesong Culture and Sports Center (chineză simplificată: 五棵松 体育馆; chineză tradițională: 五棵松 拉育館) și Beijing Olympic Basketball Arena, este o arenă acoperită construită pentru meciurile preliminare și finalele de baschet de la Jocurile Olimpice de vară din 2008. Șantierul a fost deschis pe 29 martie 2005, iar construcția a fost finalizată la 11 ianuarie 2008. Arena are o capacitate de 18.000 de locuri și acoperă o suprafață de 63.000 de metri pătrați. Arena include un patinoar modern de hochei pe gheață proiectat și produs de producătorul finlandez Vepe Oy în noiembrie 2016.

## Istoric
Stadionul a fost construit de „Beijing Wukesong Cultural & Sports Co. Ltd.“ ai cărui cinci acționari sunt Zhongguancun CENCONS Group, Assets Investment Co. Ltd, Beijing Urban Construction Group Co. Ltd, Beijing Urban Construction Co. Ltd și Grupul Tianhong. După Jocurile Olimpice, centrul a devenit o parte importantă a patrimoniului Jocurilor Olimpice de la Beijing, permițând cetățenilor să se bucure de activități culturale, sportive, de agrement, de recreere și comerciale. Acesta a fost un proiect cuprinzător la scară largă, rar întâlnit la Beijing, în integrarea funcțiilor culturale, sportive și în scopuri comerciale, cu grădini mari și spațiu verde.
La data de 6 ianuarie 2011, MasterCard Worldwide, rivalul sponsorului olimpic Visa, a anunțat achiziționarea drepturilor de denumire a Centrului. A fost redenumit MasterCard Center începând cu 21 ianuarie 2011.
La 14 decembrie 2015 Kontinental Hockey League (KHL) a anunțat că echipa din Beijing care se va alătura ligii va juca pe această arenă.
Două zile mai târziu, la 16 decembrie 2015, LeTV Sports a anunțat că a obținut drepturile de numire pentru arenă. A fost denumită în mod oficial LeSports Center la 1 ianuarie 2016. În plus, LeSports a promis să furnizeze un pachet de servicii de inignerie, IT și training în interiorul arenei și în afara ei.
La 5 septembrie 2016, fundașul Anssi Salmela de la Kunlun Red Star, a marcat primul gol în primul joc de hochei din arena și primul gol pentru Kunlun în KHL. Red Star a câștigat jocul 6-3. În 2017, 18.000 de persoane au participat la meciul de All-Star Game al federației de baschet.
Din septembrie 2017, divizia Cadillac a General Motors a obținut drepturile de numire pentru această arenă.

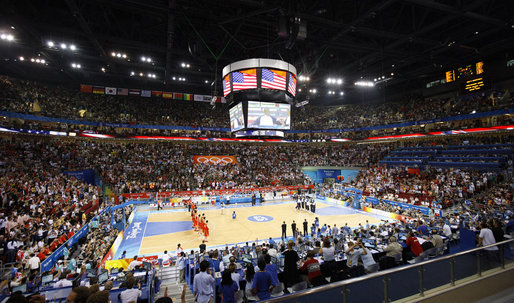
Wukesong Indoor Stadium, în timpul Jocurilor Olimpice de vară din 2008